# 笹野貞子
笹野 貞子（ささの ていこ、1933年5月27日 - ）は、日本の政治家、法学者。元参議院議員（2期）、京都創政塾理事長。

## 経歴
北海道函館市出身。北海道釧路江南高等学校、同志社大学法学部卒業。1962年、同志社大学大学院法学研究科修士課程修了。その後、堺女子短期大学教授などを務め、憲法学を教えた。
1978年から毎日放送『スタジオ2時』に出演。1980年、京都府明るい選挙推進協議会長に就任。
1989年、第15回参議院議員通常選挙に向けて、日本労働組合総連合会を支持母体とする「連合の会」（日本社会党・公明党・民社党・社会民主連合推薦）が結成され、全国で多数候補者が擁立される。笹野は連合の会公認で立候補し、長年、「自共指定席」と呼ばれた京都府選挙区で自民党新人西田吉宏や日本共産党現職佐藤昭夫を凌ぎトップで初当選した。任期中は、民改連代表、民主党副代表を歴任。
1995年、第17回参議院議員通常選挙に連合の会が改称した民主改革連合公認で立候補し、再選。
2001年の第19回参議院議員通常選挙では、民主党（特に後の民主党代表前原誠司）から、通商産業省退官直後の松井孝治を出馬させるために比例区鞍替えを求められるが反発。京都選挙区から無所属で立候補するが落選。
2002年、京都創政塾を設立し理事長に就任。同年、京都府知事選に出馬した船井郡八木町長の中川泰宏（後の自由民主党衆議院議員）を支持。なお、中川は落選。

## 政策・人物
- これまで憲法学者として夫婦別姓を貫き、選択的夫婦別姓制度導入を主張。「女性の自立」や「お金の大切さ」を訴え、女性のシングル化傾向や社会保障の完備の問題などを指摘してきた。2000年には、笹野ら超党派女性国会議員50名が、夫婦別姓選択制を求めて当時の森総理に申し入れを行った。申し入れでは、「とくに若い世代では、夫婦別姓選択制を望む声が高まっています。政府には、世論を喚起するなど、夫婦別姓選択制を導入するための努力を望む」としている[1]。
- 1999年、国旗及び国歌に関する法律案の参議院本会議における採決で反対票を投じた。
- 元東京少年のボーカルで、ミュージシャンの笹野みちるは長女。

## 著作

### 単著
- 『女性の幸福と憲法』（法律文化社、1978年）ISBN 4589007967
- 『子捨て夫捨てのすすめ』（情報センター出版局、1979年）
- 『知的家計のすすめ』（情報センター出版局、1980年）
- 『おんなの六法—家庭を円満にする法律』（法律文化社、1981年）
- 『嫁版・お義母さんと一緒』（情報センター出版局、1983年）
- 『笹野貞子の女半分、男も半分—女性はもっともっとラッキーになれる』（情報センター出版局、1989年）ISBN 4795803439

### 共著
- （富岡仁、後藤晨次、宮地芳範）『女性法学のすすめ』（法律文化社、1989年）ISBN 4589014513